# 麻池镇
麻池镇，是中华人民共和国内蒙古自治区包头市九原区下辖的一个乡镇级行政单位。

## 行政区划
麻池镇下辖以下地区：
北新村社区、明天科技社区、神鹿社区、景富社区、麻池村、武家村、古城村、永茂泉村、沃土壕村、新胜村和农大新村。